# روز شکرگزاری (فیلم ۲۰۲۳)
روز شکرگزاری (به انگلیسی: Thanksgiving) فیلمی محصول سال ۲۰۲۳ و به کارگردانی الی راث است. در این فیلم بازیگرانی همچون پاتریک دمپسی، ادیسون ری، مایلو منهایم، جالین توماس بوروکس، نل ورالکیو، ریک هافمن، جینا گرشان، کارن کلیش و تای اولسون ایفای نقش کرده‌اند.